# Lake View (Iowa)
Lake View è una città degli Stati Uniti d'America, situata nello Stato dell'Iowa, nella contea di Sac.